# Simposio delle conferenze episcopali di Africa e Madagascar
Il Simposio delle conferenze episcopali di Africa e Madagascar (Symposium of Episcopal Conferences of Africa and Madagascar, SECAM; o Symposium des Conférences Episcopales d'Afrique et de Madagascar, SCEAM) è un organismo della chiesa cattolica che raggruppa i vescovi dell'Africa e del Madagascar.

## Storia
Il SECAM-SCEAM nasce, in occasione del concilio Vaticano II, dalla volontà dei vescovi africani di parlare ed agire insieme, superando le differenze linguistiche, storiche e culturali. Il progetto, sottoposto alla Congregazione per l'evangelizzazione dei popoli, viene approvato nel 1968. Il simposio si riunì per la prima volta in occasione della visita di papa Paolo VI in Uganda nel 1969. Ha sede ad Accra, in Ghana.

## Organizzazione
Il SECAM-SCEAM si compone di:
- un consiglio di presidenza
- un segretariato generale
- commissioni:
  - commissione dottrinale e pastorale
  - commissione sociale e giuridica
  - commissione finanziaria e amministrativa
    - comitato per gli affari interni africani
    - unione di collaborazione africana

## Membri del SECAM-SCEAM
Le conferenze episcopali regionali:
- Associazione delle conferenze episcopali dell'Africa centrale (Association des  Conférences  Episcopales de l'Afrique Centrale, ACEAC)
- Associazione delle conferenze episcopali della Regione dell'Africa centrale (Association des Conférences  Episcopales de la Région de l'Afrique Central, ACERAC)
- Associazione dei membri delle conferenze episcopali dell'Africa orientale (Association of Member Episcopal Conferences in Eastern Africa, AMECEA)
- Assemblea interregionale dei vescovi dell'Africa del Sud (Inter-Regional Meeting of Bishops of Southern Africa, IMBISA)
- Conferenza episcopale regionale dell'Africa occidentale

Le conferenze episcopali nazionali o interregionali:
- Conferenza episcopale di Angola e São Tomé (Conferencia Episcopal de Angola e São Tomé, CEAST)
- Conferenza episcopale di Burkina-Niger (Conférence Episcopale du Burkina-Niger)
- Conferenza dei vescovi cattolici del Burundi (Conférence des Evêques catholiques du Burundi, C.E.CA.B.)
- Conferenza episcopale nazionale del Camerun (Conférence Episcopale Nationale du Cameroun, CENC)
- Conferenza episcopale del Ciad, (Conférence Episcopale du Tchad)
- Conferenza episcopale del Congo (Conférence Episcopale du Congo)
- Conferenza episcopale nazionale del Congo (Conférence Episcopale du Zaïre, CEZ)
- Conferenza episcopale della Costa d'Avorio (Conférence Episcopale de la Côte d'Ivoire)
- Conferenza episcopale dell'Etiopia (Ethiopian Episcopal Conference)
- Conferenza episcopale del Gabon (Conférence Episcopale du Gabon)
- Conferenza interterritoriale dei vescovi cattolici di Gambia e Sierra Leone (Inter-Territorial Catholic Bishops' Conference of The Gambia and Sierra Leone, ITCABIC)
- Conferenza dei vescovi del Ghana (Ghana Bishops' Conference)
- Conferenza episcopale della Guinea (Conférence Episcopale de la Guinée)
- Conferenza episcopale della Guinea Equatoriale (Conférence Episcopale de Guinea Ecuatorial)
- Conferenza episcopale del Kenya (Kenya Episcopal Conference, KEC)
- Conferenza dei vescovi cattolici del Lesotho (Lesotho Catholic Bishops' Conference)
- Conferenza episcopale del Madagascar (Conférence episcopale de Madagascar)
- Conferenza episcopale del Malawi (Episcopal Conference of Malawi)
- Conferenza episcopale del Mali (Conférence Episcopale du Mali)
- Conferenza episcopale del Mozambico (Conferência Episcopal de Moçambique, CEM)
- Conferenza dei vescovi cattolici namibiani (Namibian Catholic Bishops' Conference, NCBC)
- Conferenza dei vescovi cattolici della Nigeria (Catholic Bishops Conference of Nigeria)
- Conferenza episcopale dell'Oceano Indiano (Conférence Episcopale de l'Océan Indien, CEDOI)
- Conferenza episcopale regionale del Nordafrica (Conférence Episcopale Regionale du Nord de l'Afrique, CERNA)
- Conferenza episcopale centrafricana (Conférence Episcopale Centrafricaine, CECA)
- Conferenza episcopale del Ruanda (Conférence Episcopale du Rwanda, C.Ep.R.)
- Conferenza dei vescovi del Senegal, della Mauritania, di Capo Verde e della Guinea Bissau (Conférence des Evêques du Sénégal, de la Mauritanie, du Cap-Vert et de Guinée-Bissau)
- Conferenza dei vescovi cattolici dell'Africa Meridionale (Southern African Catholic Bishops' Conference, SACBC)
- Conferenza dei vescovi cattolici del Sudan (Sudan Catholic Bishops' Conference, SCBC)
- Conferenza episcopale della Tanzania (Tanzania Episcopal Conference, TEC)
- Conferenza episcopale del Togo (Conférence Episcopale du Togo)
- Conferenza episcopale dell'Uganda (Uganda Episcopal Conference, UEC)
- Conferenza episcopale dello Zambia (Zambia Episcopal Conference)
- Conferenza dei vescovi cattolici dello Zimbabwe (Zimbabwe Catholic Bishops' Conference, ZCBC)

## Cronotassi

### Presidenti
- Cardinale Laurean Rugambwa (1969)
- Cardinale Paul Zoungrana, M. Afr. (1969 - 1978)
- Cardinale Hyacinthe Thiandoum (1978 - 1981)
- Cardinale Paul Zoungrana, M. Afr. (1981 - 1984)
- Cardinale Joseph-Albert Malula (1984 - 1987)
- Vescovo Gabriel Gonsum Ganaka (1987 - 1990)
- Cardinale Christian Wiyghan Tumi (1991 - 1994)
- Arcivescovo Gabriel Gonsum Ganaka (1994 - 1997)
- Arcivescovo Laurent Monsengwo Pasinya (1997 - 2003)
- Arcivescovo John Olorunfemi Onaiyekan (2003 - 2007)
- Cardinale Polycarp Pengo (giugno 2007 - settembre 2013)
- Arcivescovo Gabriel Mbilingi, C.S.Sp. (settembre 2013 - luglio 2019)
- Cardinale Philippe Nakellentuba Ouédraogo (19 luglio 2019 - 1º agosto 2022)
- Cardinale Richard Kuuia Baawobr, M.Afr. (1º agosto 2022 - 27 novembre 2022)
- Cardinale Fridolin Ambongo Besungu, O.M.F. Cap., dal 15 febbraio 2023

### Primi vicepresidenti
- Vescovo Louis Portella Mbuyu (settembre 2013 - 24 luglio 2016)
- Vescovo Mathieu Madega Lebouankehan (24 luglio 2016 - luglio 2019)
- Vescovo Sithembele Anton Sipuka (19 luglio 2019 - 1º agosto 2022)
- Cardinale Fridolin Ambongo Besungu, O.M.F. Cap. (1º agosto 2022 - 15 febbraio 2023)
- Vescovo Lucio Andrice Muandula, dal 15 febbraio 2023

### Secondi vicepresidenti
- Arcivescovo Gabriel Justice Yaw Anokye (settembre 2013 - luglio 2019)
- Vescovo Lucio Andrice Muandula (19 luglio 2019 - 15 febbraio 2023)
- Vescovo Stephen Dami Mamza, dal 15 febbraio 2023

### Segretari generali
- Presbitero Joseph Komakoma (settembre 2013 - luglio 2019)
- Presbitero Terwase Henry Akaabiam, (19 luglio 2019 - 2022)
- Presbitero Rafael Simbine, dal 2022